# Anna Strasberg
Anna Strasberg (* 16. April 1939 in Caracas, Venezuela als Anna Mizrahi; † 6. Januar 2024 in New York City) war eine US-amerikanische Schauspielerin und Witwe des Theaterregisseurs Lee Strasberg.

## Leben
Anna Mizrahi wurde am 16. April 1939 in Caracas, Venezuela geboren. Als Schauspielerin in Israel schaffte sie bald einen Karrieresprung in die Vereinigten Staaten, wo sie 1968 den Theaterregisseur Lee Strasberg heiratete. Die darauffolgenden Jahre brachte Anna zwei Kinder zur Welt.
Als ihr Ehemann am 17. Februar 1982 an den Folgen eines Herzinfarkts starb, erbte Anna sein ganzes Vermögen. Dies beinhaltete das Eigentum der Schauspielerin Marilyn Monroe sowie ihre Werberechte. Die Schauspielerin hatte Strasberg außerdem 75 % ihres Einkommens überlassen, da seine zweite Ehefrau, Paula Miller, Monroes jahrelange Schauspiellehrerin gewesen war und mit ihr eine starke Bindung aufgebaut hatte.
Damit besaß Anna Strasberg, die Monroe nie kannte, den Großteil ihres Erbes und verklagte 1990 das Anne Fraud Centre, um den vollständigen Nachlass zu erlangen. Nachdem sie den Prozess verloren hatte, beauftragte sie 1999 die Agentur CMG Worldwide mit der Verwaltung der Lizenzrechte und verhinderte in den nächsten Jahren die Versteigerung von Privatobjekten Monroes, die sich im Besitz der Odyssey Group, Inc. befanden. Das Unternehmen hatte die Gegenstände durch Millington Conroy erhalten, der sie nach dem Tod seiner Tante, Monroes Finanzberaterin Inez Melson, geerbt hatte.
Ab 1999 schloss Anna Strasberg über 700 Lizenzvereinbarungen ab und beauftragte das britische Auktionshaus Christie’s mit der Versteigerung von Monroes Besitz, darunter das Kleid, welches sie während ihrer Performance von Happy Birthday, Mr. President trug. Des Weiteren wurde ihr Klavier, welches sie von ihrer Mutter Gladys Pearl Baker erhalten hatte, an die Sängerin Mariah Carey verkauft. Insgesamt wurden 13.400.000 US-Dollar erzielt, von denen Strasberg Anteile an Literacy Partners, Hollygrove und den World Wildlife Fund spendete. Das Auktionshaus Julien's veranlasste 2005 eine Versteigerung weiterer Gegenstände aus dem Nachlass Monroes.
2000 gründete Anna die Marilyn Monroe LLC, welche zu 100 % ihr gehört. Das Unternehmen wurde 2006 von den Nachfahren der Fotografen Milton Greene, Tom Kelley und Sam Shaw aufgrund des Besitzes von Monroes Lizenzrechten verklagt. Ein Jahr später kamen die Gerichte in New York und Kalifornien zum Urteil, dass Monroe vor ihrem Tod New Yorkerin war und somit ihre Lizenzrechte nicht mit ihrem Nachlass vererbt haben konnte. Sie wurden 2011 an die Authentic Brands Group verkauft.
Anna Strasberg war Leiterin des Lee Strasberg Theatre and Film Institutes. Sie war die Patin der Schauspielerin Drew Barrymore.